# ماری کورینا پاتنم جکوبی
ماری کورینا پاتنم جاکوبی (انگلیسی: Mary Corinna Putnam Jacobi؛ ۳۱ اوت ۱۸۴۲ – ۱۰ ژوئن ۱۹۰۶) یک پزشک، نویسنده و Suffragette اهل ایالات متحده آمریکا بود.